# Neustadt an der Weinstraße
Neustadt an der Weinstraße város Németországban, Rajna-vidék-Pfalz tartományban. Lakosainak száma 53 920 fő (2023. december 31.). Neustadt an der Weinstraße Bad Dürkheim, Südliche Weinstraße és Rhein-Pfalz községekkel határos.

## Városrészek

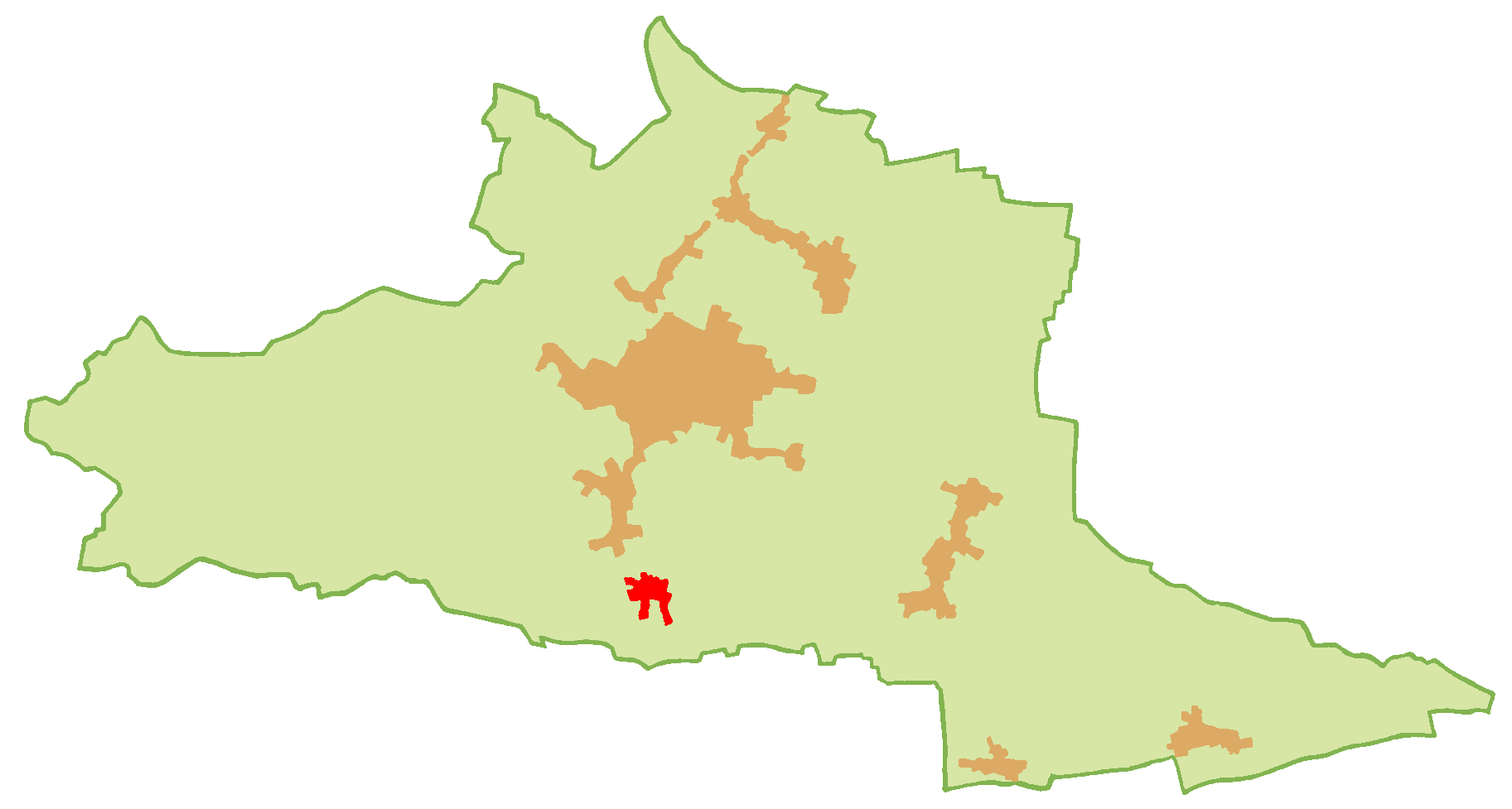
Diedesfeld
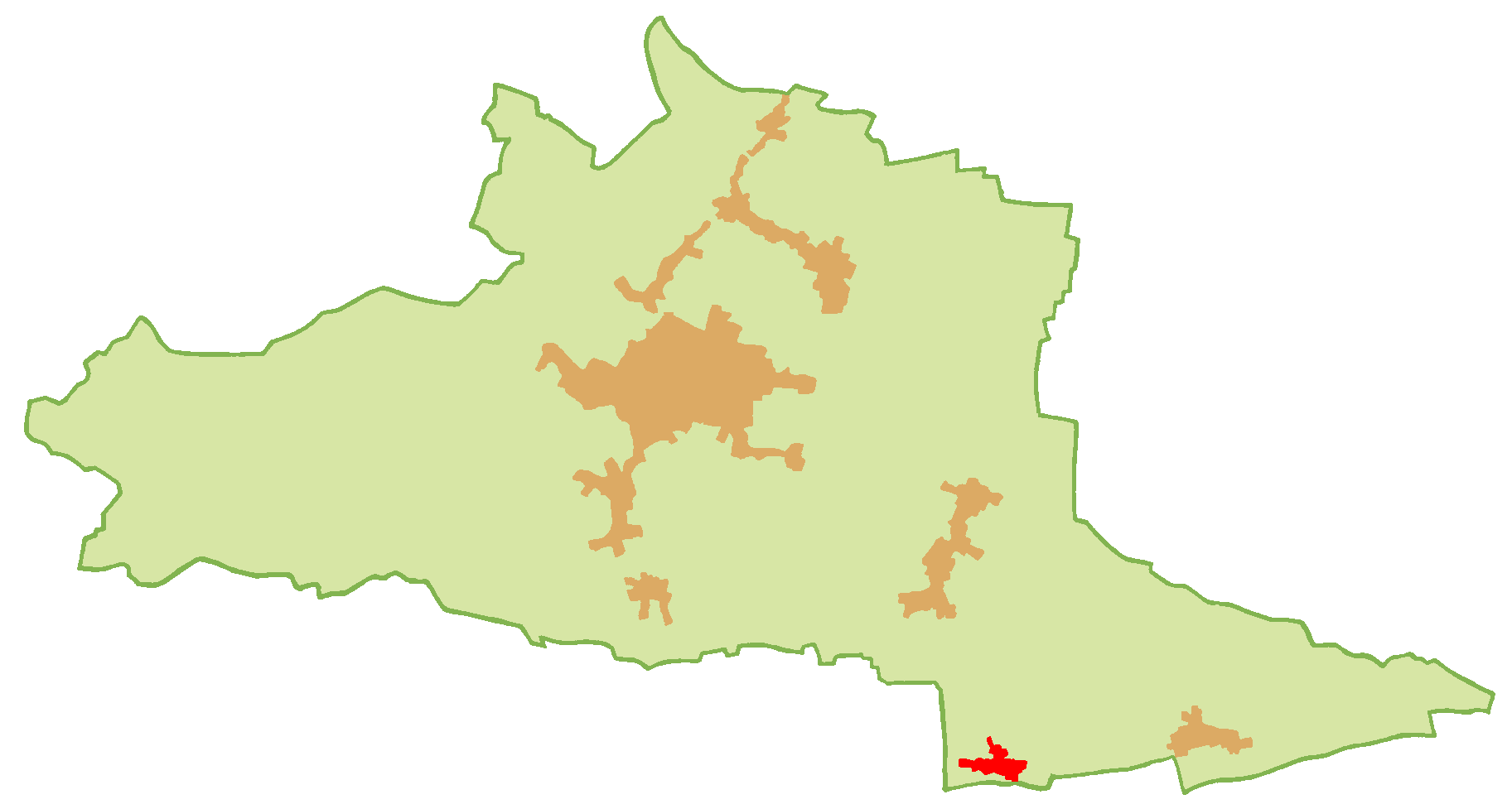
Duttweiler
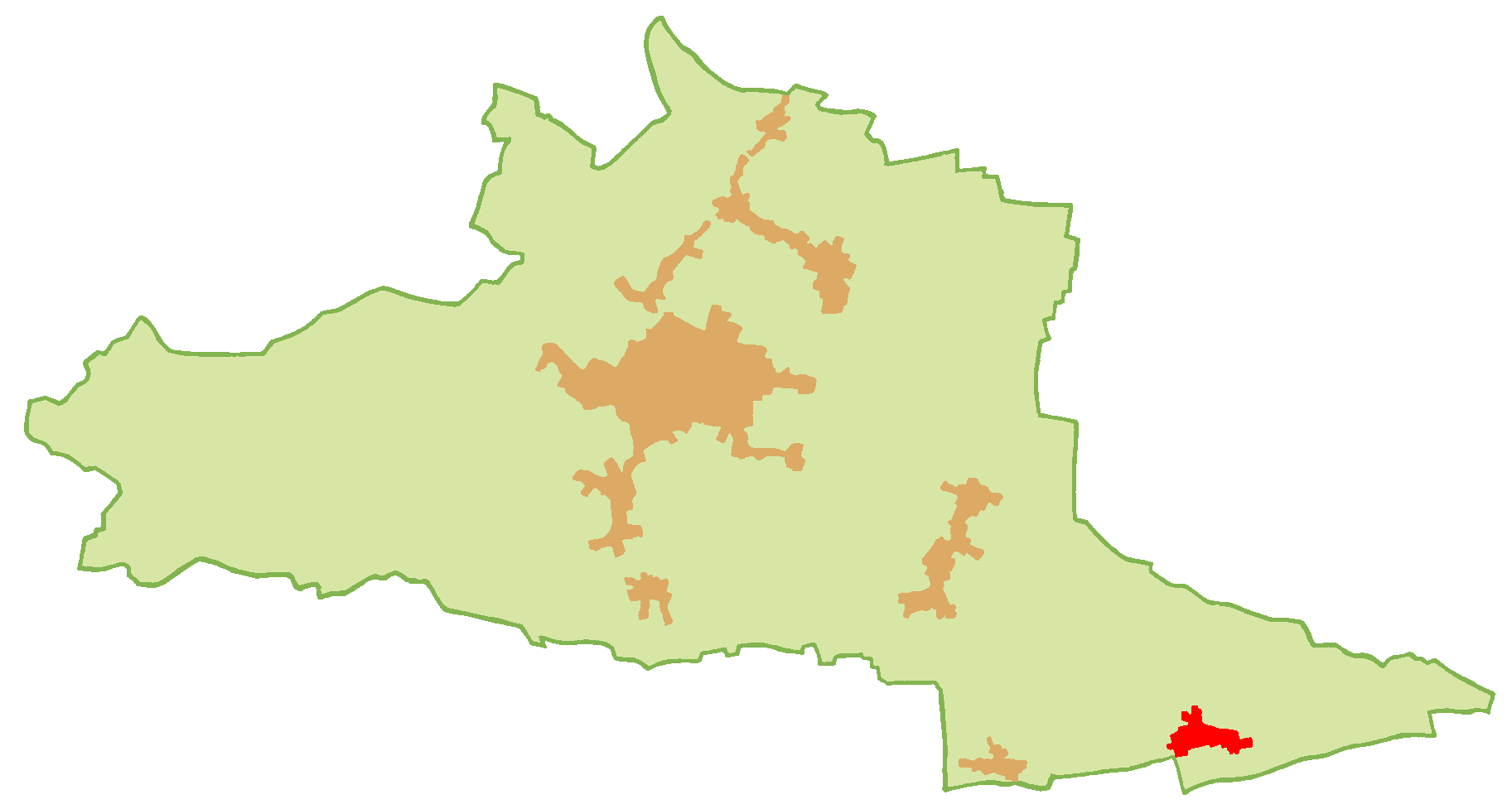
Geinsheim
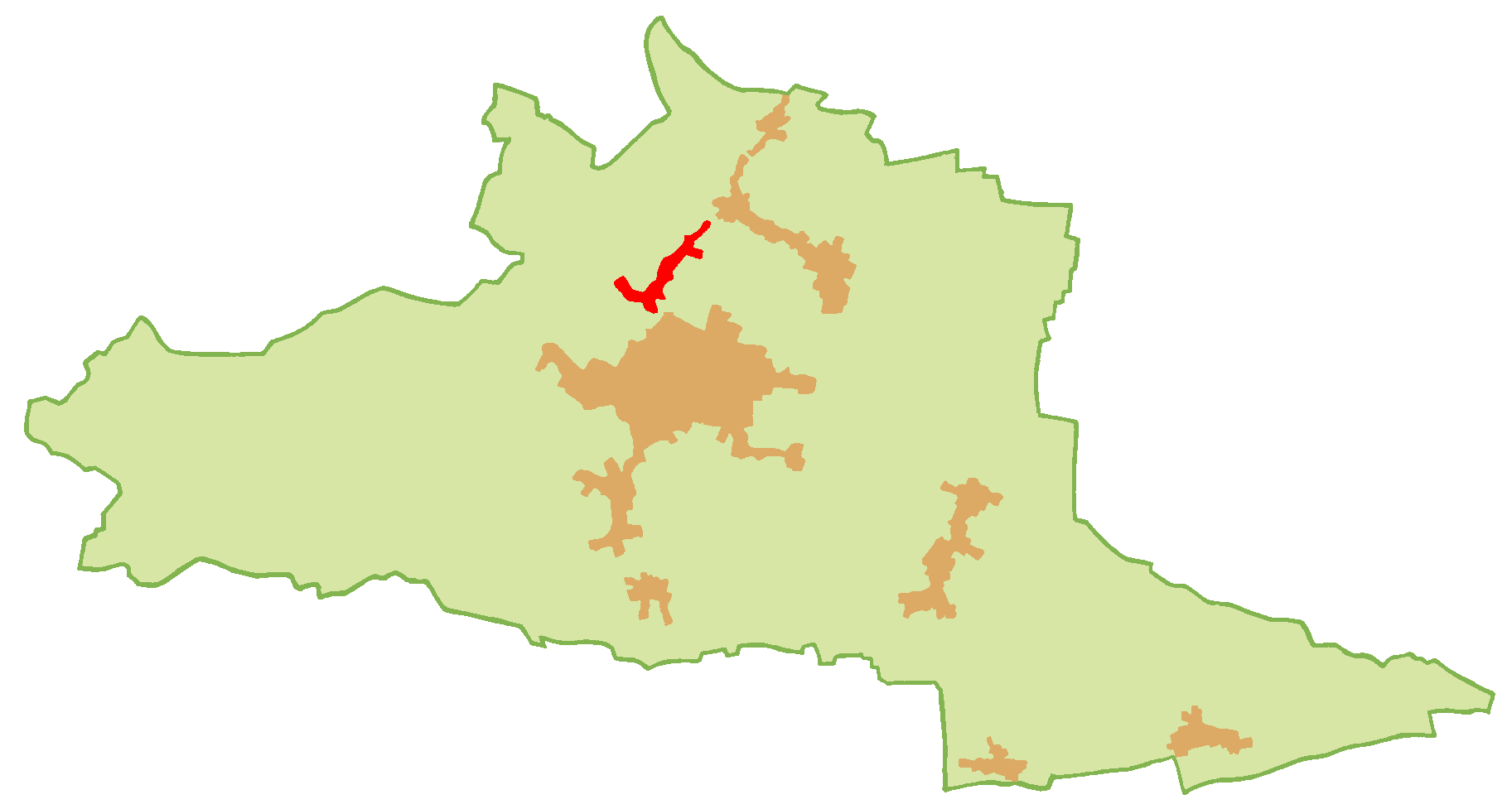
Haardt
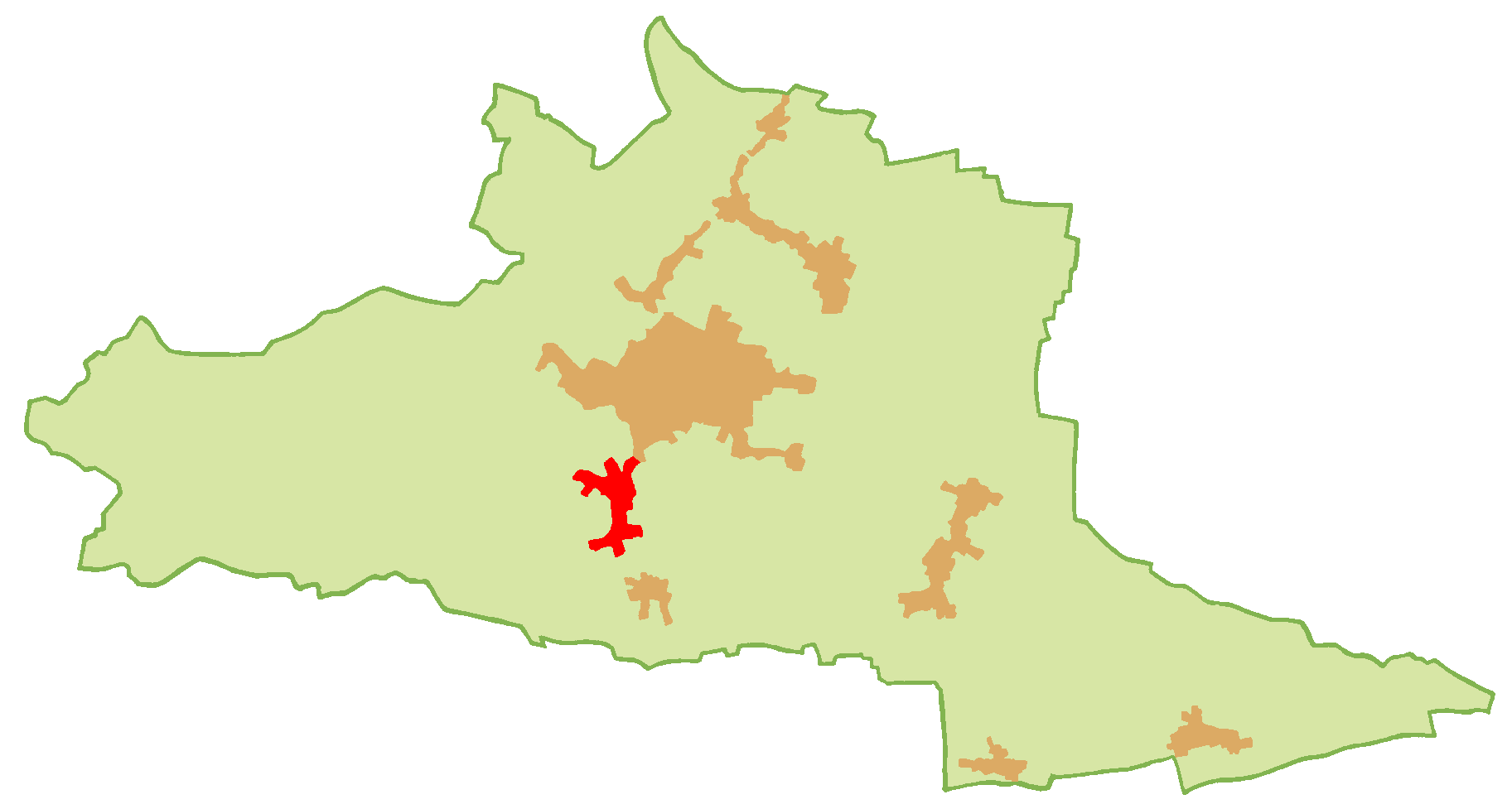
Hambach
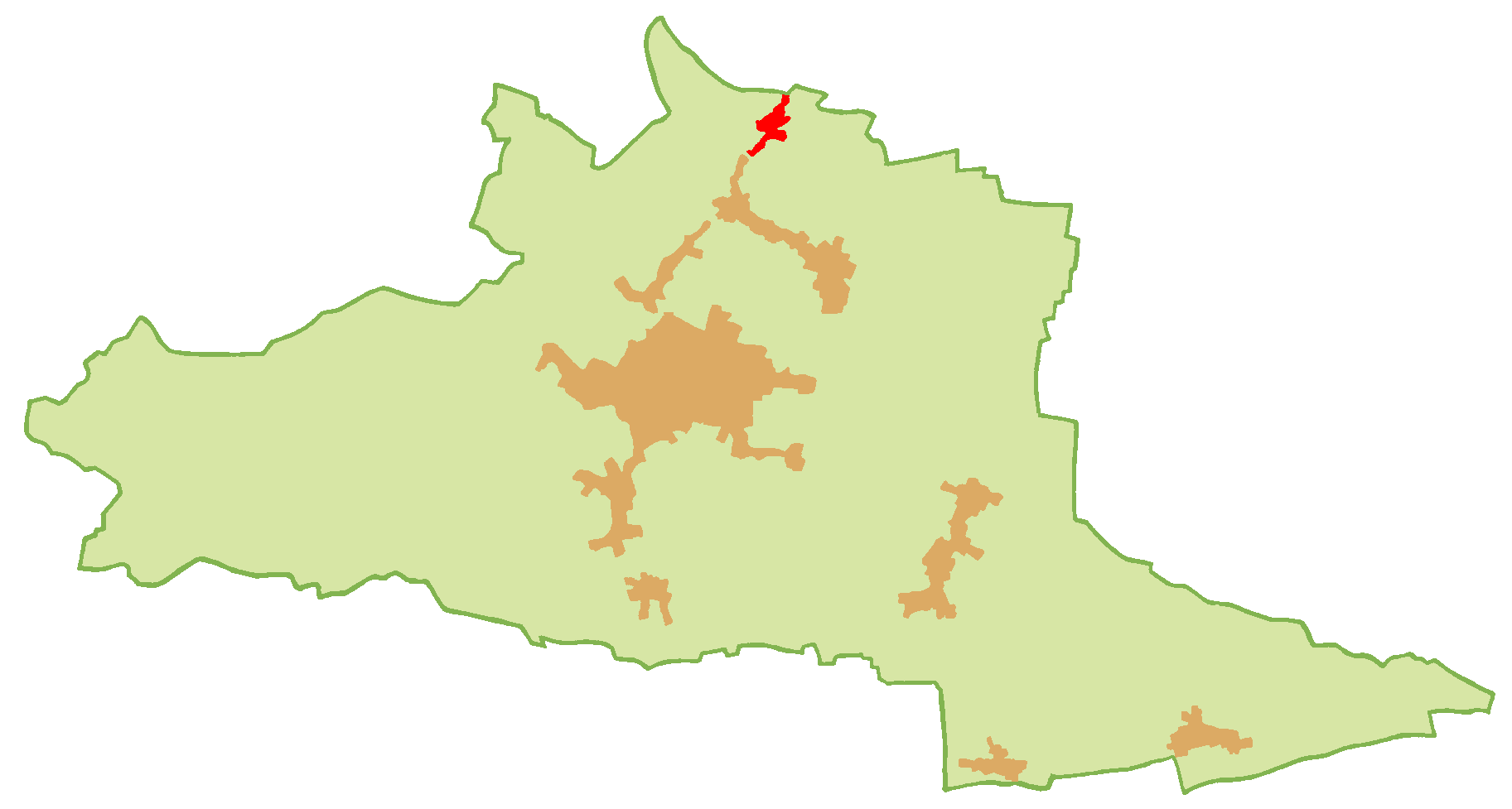
Königsbach
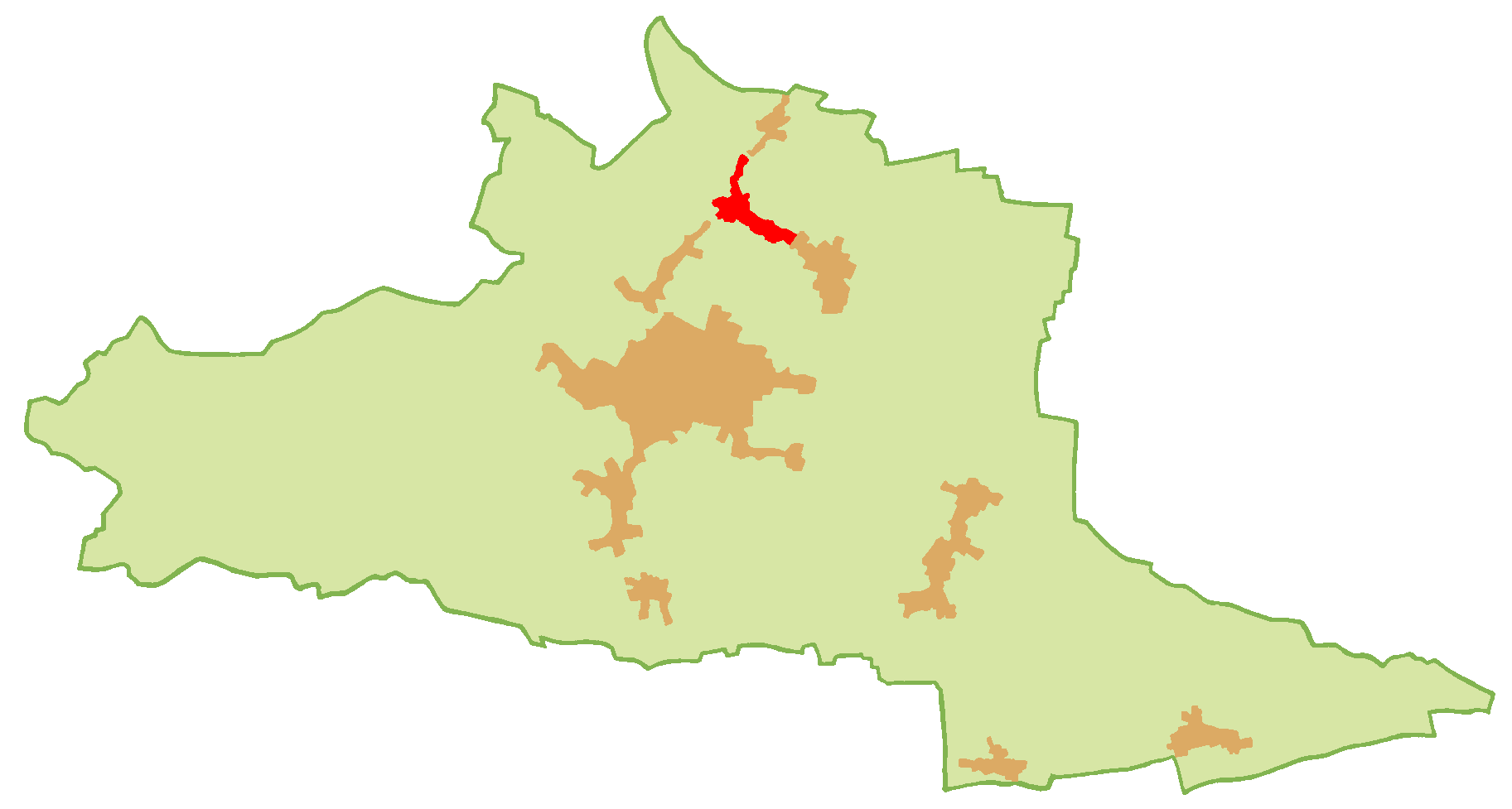
Gimmeldingen
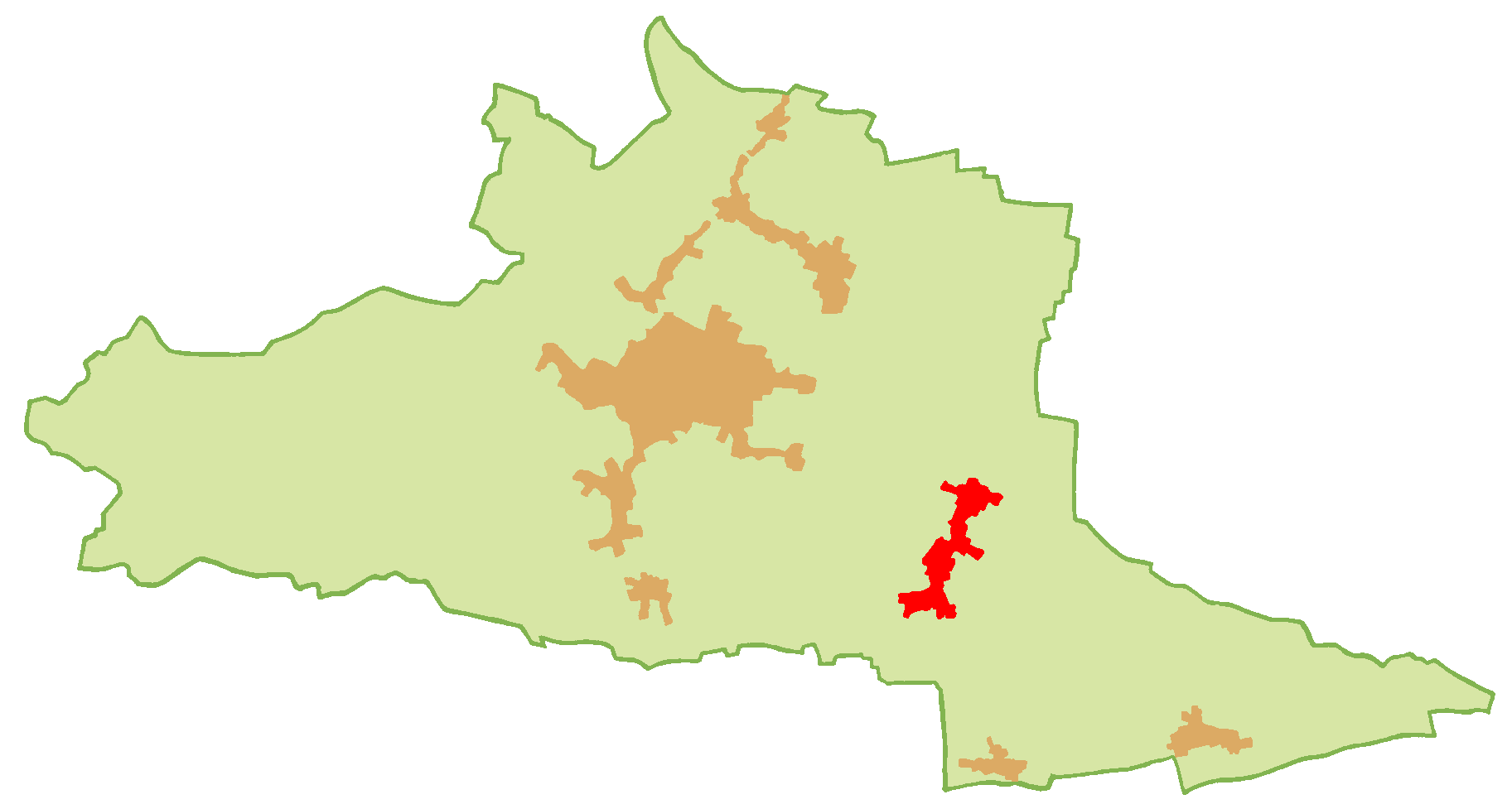
Lachen-Speyerdorf
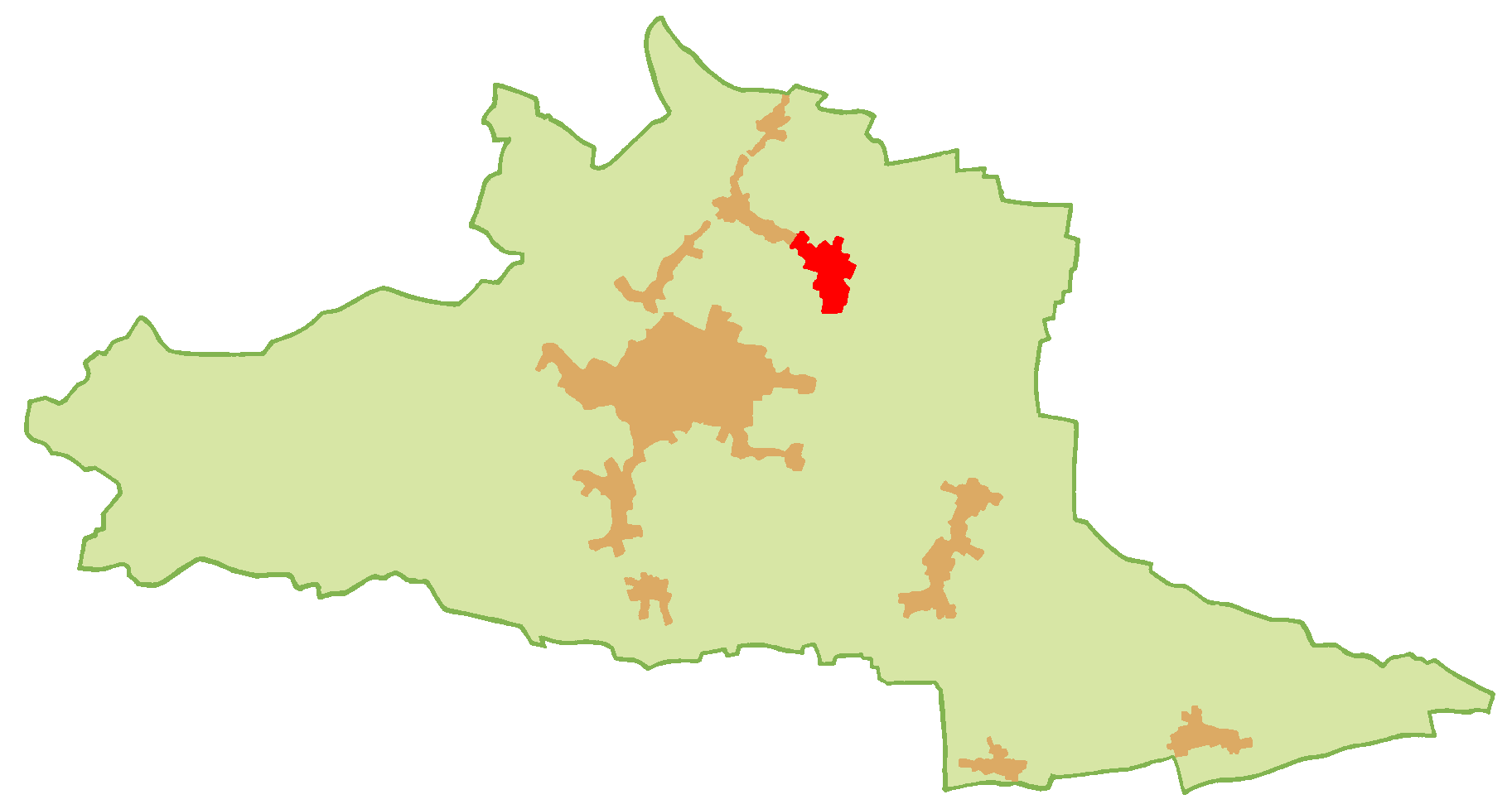
Mußbach
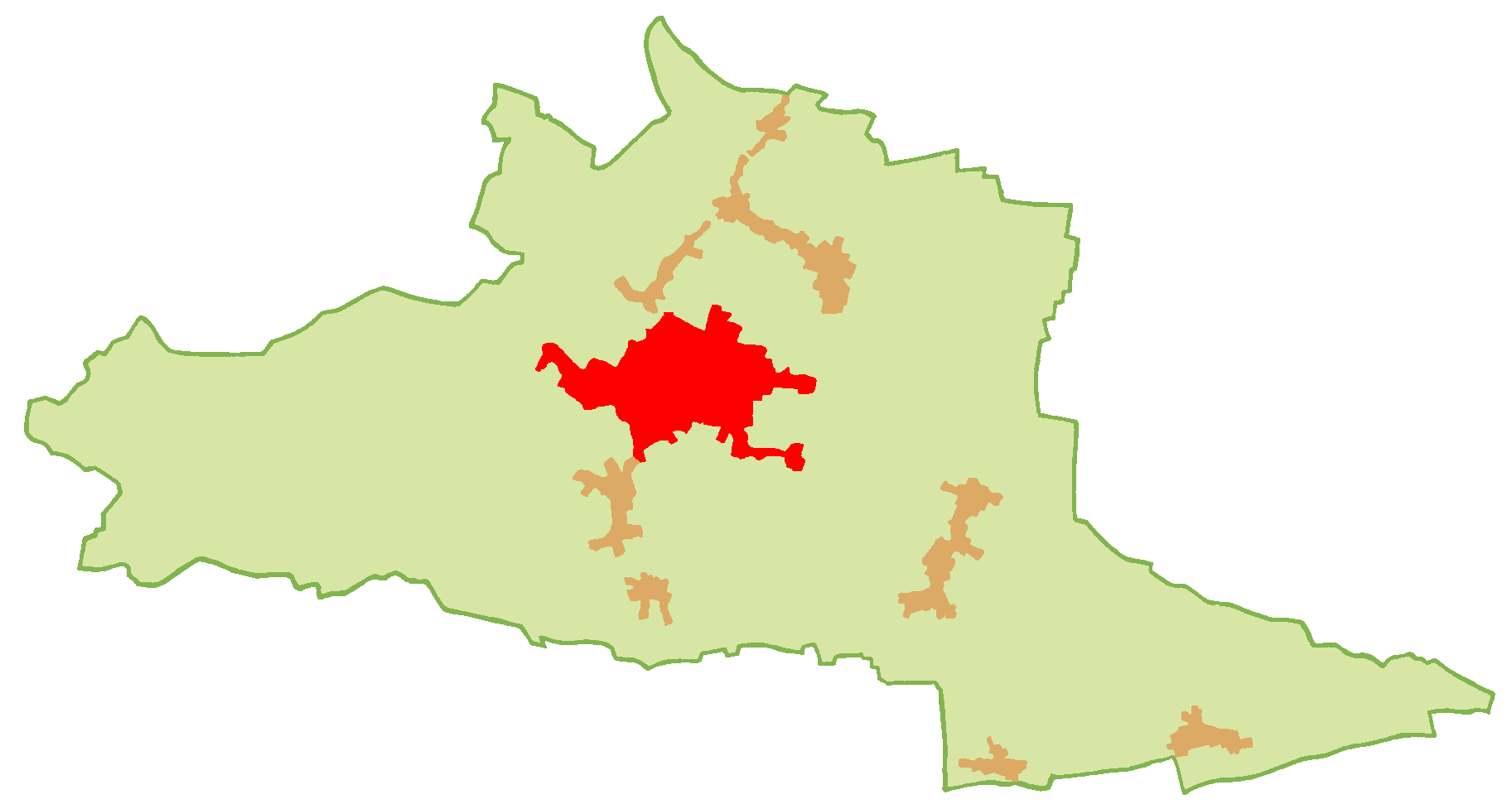
Neustadt (Kernstadt)

## Népesség
A település népességének változása:
| Lakosok száma | 51 011 | 52 999 | 53 353 | 53 148 | 53 491 | 53 981 | 53 920 |
|               | 1975   | 2015   | 2017   | 2019   | 2021   | 2022   | 2023   |

## Közlekedés

### Közúti közlekedés
A várost érinti az A65-ös autópálya.

## Híres emberek
- Itt született Alexander von Dusch badeni államférfi (1789–1876)